# Chajredin
Chajredin (Bulgaars: Хайредин) is een dorp en een gemeente gelegen in het noordwesten van Bulgarije in de  oblast Vratsa. Het dorp ligt in de buurt van de rivier de Ogosta, 30 kilometer ten zuiden van Kozlodoeï, 25 kilometer ten zuiden van de rivier de Donau, 52 kilometer van de provinciale hoofdstad Vratsa en 186 kilometer van Sofia.

## Geografie
De gemeente ligt in het noordwestelijke deel van de oblast Vratsa. Met een oppervlakte van 189,069 vierkante kilometer is het de kleinste van de tien gemeenten van de oblast, oftewel 5,22% van de oblast. De grenzen zijn als volgt:
- het noorden - gemeente Kozlodoeï;
- het noordoosten - gemeente Mizija;
- het zuidoosten - gemeente Bjala Slatina;
- het zuiden - gemeente Borovan en gemeente Krivodol;
- het zuidwesten - Boïtsjinovtsi gemeente van oblast Montana;
- het noordwesten - Valtsjedram gemeente van oblast Montana.

### Kernen
De gemeente Chajredin bestaat uit zes nederzettingen: Barzina, Botevo, Chajredin, Manastirisjte, Michajlovo en Rogozen.

## Geschiedenis
Chajredin werd in 1574 gesticht door vier families die zich op het land vestigden dat hun werd aangeboden door een hooggeplaatste Ottomaanse functionaris. De oude naam van het dorp was Eredin. De plaatselijke Bulgaars-Orthodoxe Kerk van Sint Paraskeva werd gebouwd in 1858-1862 en het gemeenschapscentrum Prosveta werd gesticht in 1909.

## Bevolking
Op 31 december 2020 telde het dorp Chajredin 1.158 inwoners, een daling ten opzichte van 4.379 inwoners in 1956. Ongeveer 98,5% van de bevolking bestaat uit etnische Bulgaren, terwijl het overige deel uit Roma bestaat. 
| Bevolkingsontwikkeling tussen 1934 en 2020          |
| --------------------------------------------------- |
|                                                     |
| Bron: Nationaal Statistisch Instituut van Bulgarije |

### Religie
De laatste volkstelling werd uitgevoerd in februari 2011 en was optioneel. Van de 5.001 inwoners reageerden er 3.988 op de volkstelling. Van deze 3.988 respondenten waren er 3.366 lid van de Bulgaars-Orthodoxe Kerk, oftewel 90,1% van de bevolking. De rest van de bevolking hing een andere religie aan of was niet religieus. 
| Religieuze samenstelling in februari 2011 | Religieuze samenstelling in februari 2011 | Religieuze samenstelling in februari 2011 | Religieuze samenstelling in februari 2011 | Religieuze samenstelling in februari 2011 |
| ----------------------------------------- | ----------------------------------------- | ----------------------------------------- | ----------------------------------------- | ----------------------------------------- |
|                                           |                                           |                                           |                                           |                                           |
| Bulgaars-Orthodoxe Kerk                   | Bulgaars-Orthodoxe Kerk                   |                                           | 84,4%                                     | 84,4%                                     |
| Katholieke Kerk                           | Katholieke Kerk                           |                                           | 0,4%                                      | 0,4%                                      |
| Protestantisme                            | Protestantisme                            |                                           | 0,2%                                      | 0,2%                                      |
| Islam                                     | Islam                                     |                                           | 0,2%                                      | 0,2%                                      |
| Geen                                      | Geen                                      |                                           | 10,2%                                     | 10,2%                                     |
| Anders/ Onbekend                          | Anders/ Onbekend                          |                                           | 4,7%                                      | 4,7%                                      |

## Economie
Landbouw is de belangrijkste vorm van inkomstenvoorziening. Er wordt voornamelijk geteeld in tarwe, maïs, zonnebloem, gerst, haver, enzovoorts.

## Trivia
Het dorp heeft een minerale (punt)bron.